# پلی‌نوکسیلین
پلی‌نوکسیلین (با نام تجاری آنافلکس در مصر) یک ضدعفونی کننده موضعی پوست و دهان است. این ماده یک پلیمر ضد میکروبی آزاد کننده فرمالدهید است.